# Sphincter précapillaire

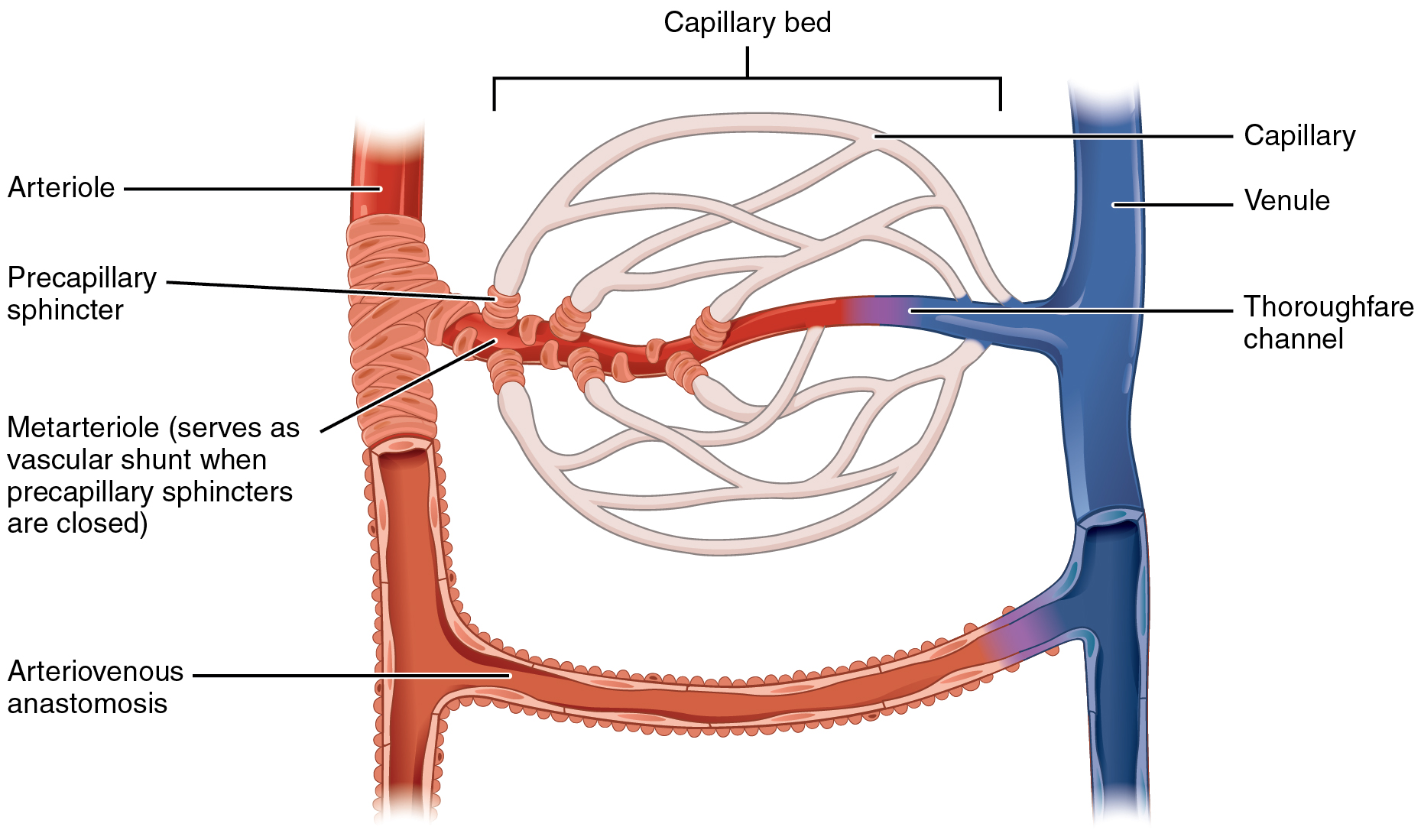
Représentation du sphincter pré-capillaire

Un sphincter pré-capillaire est un petit muscle circulaire permettant de contrôler la circulation du sang dans un vaisseau capillaire sanguin.
Les capillaires sont le lieu d'échanges entre le sang et les organes. Plusieurs propriétés des vaisseaux et de la circulation facilitent les échanges à ce niveau.
- la surface d'échange est énorme; elle est évaluée à 6 500 m2
- la paroi des capillaires est très mince: inférieur à 1 µm
- le sang y circule lentement et à une pression faible
- des dispositifs très perfectionnés permettent d'activer ou de fermer provisoirement la circulation dans un territoire donné selon les besoins. Il s'agit de muscles circulaires, les sphincters qui font office de vanne à l'entrée d'un lit capillaire.

Le sang qui circule dans les capillaires peut les inonder ou les contourner presque complètement. Par exemple, après un bon repas, lors de la digestion, le sang circule librement dans les capillaires vrais du tube digestif et il y reçoit les produits de la digestion. Par contre, entre les repas, la plupart de ces capillaires sont fermés puisqu'il n'y a pas d'apport de nutriments.
Lors d'un effort physique intense, le sang est dérivé vers les lits capillaires des muscles: ce sont eux qui ont le plus besoin d'un apport sanguin. Dès lors, si on pratique un effort physique juste après un repas, cela peut causer une indigestion ou des crampes abdominales.